# Nậm Cung
Nậm Cung là một phụ lưu của Sông Minh Khai. Nậm Cung chảy qua các tỉnh Cao Bằng và Bắc Kạn, Việt Nam.
Sông có chiều dài 32 km và diện tích lưu vực là 97 km² .
Tại bản Păc Cung xã Minh Khai huyện Thạch An tỉnh Cao Bằng thì Nậm Cung đổ vào Sông Minh Khai.